# Micetoma
I micetomi sono infezioni croniche fungine o batteriche che causano una reazione granulomatosa dei tessuti.

## Epidemiologia
Le zone endemiche mostrano un clima comune: Africa tropicale, America centrale e India. Per via dei viaggiatori occasionali nelle regioni a rischio si sono registrati casi importati anche in Europa.
L'infezione si contrae per via transcutanea, con piccole ferite. Le parti più colpite sono gli arti inferiori.

## Eziologia
I micetomi sono spesso causati dal fungo Aspergillus (e prendono il nome di aspergillomi) ma possono essere causati occasionalmente da altri funghi come Candida, Madurella mycetomatis, Madurella grisea, Exophiala jeanselmei, Fusarium moniliforme, Acremonium kiliense.
Inoltre possono essere coinvolti anche batteri dell'ordine Actinomycetales.

## Clinica
I sintomi cambiano a seconda di quale forma di micetoma, talvolta si mostra tumefazione genericamente indolore, mentre al contrario per le forme actinomicosiche il dolore è molto intenso.
Per una corretta diagnosi basta ricorrere al prelievo del pus ed esaminarlo. Inoltre si ricorre alle prove sierologiche a conferma.
Radiologicamente i micetomi si presentano come masse circondate da una falce d'aria ("crescent sign"), che si muovono in base al decubito del paziente. Tale immagine deve essere posta in diagnosi differenziale con le neoplasie polmonari, la presenza di corpi estranei, le emorragie intracavitarie, la granulomatosi di Wegener, la cisti da echinococco, la tubercolosi.

## Trattamento
Il trattamento prevede trattamento chemioterapico.
- Micetomi fungini: 
  - Itraconazolo 200-400 mg al giorno[5]
  - Ketoconazolo, 200-400 mg al giorno[9]
- Micetomi actinomicosici:
  - Streptomicina 1 g al giorno in associazione con dapsone, 100 mg 2 volte al giorno
  - Amikacina, 15 mg al giorno divisa in più dosi, ma sempre in associazione con il dapsone o equivalenti